# Elektriska AB AEG

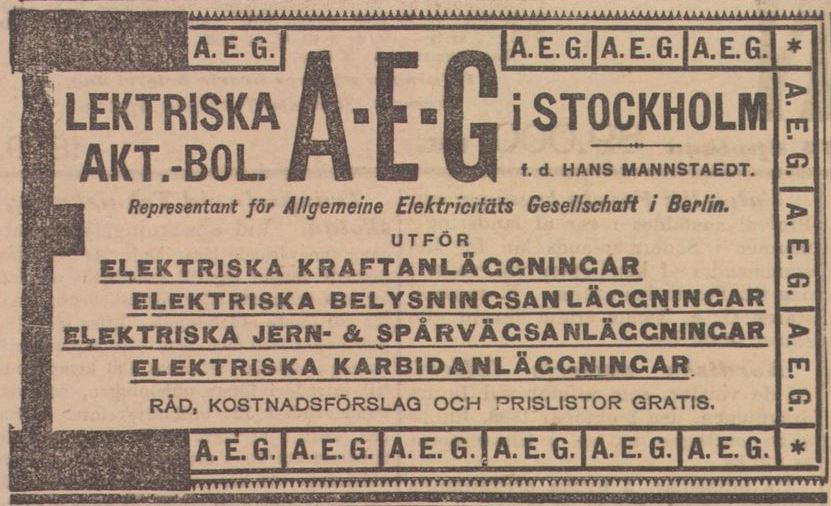
Elektriska AB AEG, tidningsannons från 1899.

Elektriska AB AEG var den svenska representationen för det tyska elektrotekniska företaget AEG.
Elektriska AB AEG startades i Stockholm 1899 efter att den tyskfödde elektroingenjören Hans Mannstaedt, som sedan 1880-talet innehaft generalagenturen, avlidit. Detta bolag representerade även det med AEG samarbetande Gesellschaft für drathlose Telegraphie, sedermera Telefunken, och startade 1910 egen tillverkning i Stockholm av apparater för trådlös telegrafi. Det tillkom även filialer i en rad svenska städer.
Ett tidigt större projekt blev byggandet av Norrköpings elektricitetsverk och spårvägar, vilket genomfördes 1902–1904. Dessa anläggningar kom även att under fem år drivas av Elektriska AB AEG genom ett särskilt dotterbolag för att därefter övergå i stadens ägo. År 1921 tillkom dotterbolaget Svenska AB Trådlös telegrafi (SATT), vilket byggde de flesta större rundradiostationer i Sverige, och 1927 dotterbolaget Svenska Instrument AB (SIA), vilket främst tillverkade bland annat strålkastare och centralinstrument för det svenska försvaret.
År 1971 var huvudkontoret beläget i Solna med försäljningskontor även i Gävle, Göteborg, Jönköping, Karlstad, Kiruna, Linköping, Malmö, Norrköping, Skellefteå, Sundsvall och Örebro. Namnet ändrades vid årsskiftet 1973/1974 till AEG-Telefunken Elektriska AB, vilket 1982 sammanslogs med Ahlsell AB under det sistnämnda namnet.

## Verkställande direktörer
- 1899–1901 Eduard Abegg
- 1901–1947 Carl Reuterswärd
- 1947–1949 Viktor Bemfelt
- 1950–1955 Lars-Olof Skantze
- 1956–1965 Sven Drakenberg
- 1965–1969 John-Gabriel Montgomery
- 1969–1982 Ingmar Norlindh